# Abisares (vorst)
Abisares was de vorst van de bergbewonende Indiërs in het tegenwoordige Kasjmir.
Hij zond gezanten naar Alexander de Grote, als teken van zijn onderwerping. Als beloning daarvoor kreeg hij gebiedsuitbreiding en het erfelijk worden van zijn titel.

## Antieke bronnen
- Curtius Rufus, VIII 43.13, 47.1, IX 1.7, X 3.20.
- Arrianus, Anabasis V 20.5.

## Referentie
- art. Abisares, in F. Lübker - trad. ed. J.D. Van Hoëvell, Classisch Woordenboek van Kunsten en Wetenschappen, Rotterdam, 1857, p. 2.